# Вроново (Підляське воєводство)
Вроново (пол. Wronowo) — село в Польщі, у гміні Рачки Сувальського повіту Підляського воєводства.
Населення — 122 особи (2011).
У 1975-1998 роках село належало до Сувальського воєводства.

## Демографія
Демографічна структура станом на 31 березня 2011 року:
|          | Загалом | Допрацездатний вік | Працездатний вік | Постпрацездатний вік |
| -------- | ------- | ------------------ | ---------------- | -------------------- |
| Чоловіки | 74      | 17                 | 54               | 3                    |
| Жінки    | 48      | 7                  | 25               | 16                   |
| Разом    | 122     | 24                 | 79               | 19                   |